# Хадиркьой
Хадиркьой или Хазъркьой (на гръцки: Νεστοχώρι, Нестохори, катаревуса Νεστοχώριον, Нестохорион, до 1927 година: Χανδήρ Κιόι, Хадир кьой) е обезлюдено село в Република Гърция, разположено на територията на дем Драма, област Източна Македония и Тракия.

## География
Туфал се намира в Боздаг, северно от Мокрош (Ливадеро), близо до десния бряг на Места (Нестос).

## История

### В Османската империя
Съгласно статистиката на Васил Кънчов („Македония. Етнография и статистика“) към 1900 година Хазър е турско селище, в което живеят 304 турци.

### В Гърция
През Балканската война в 1912 година в селото влизат български части. След Междусъюзническата война в 1913 година Хадиркьой попада в Гърция. Според гръцката статистика през 1913 година в Хадиркьой живеят 470 души. През 1920 година в селото са регистрирани 359 жители.
В 1923 година мюсюлманското население е изселено по силата на Лозанския договор в Турция и на негово място са заселени 24 семейства със 73 души гърци бежанци. В 1927 година името на селото е сменено на Нестохори, в превод Местенско село.
Селото пострадва силно в Гражданската война (1946 – 1949) и след края ѝ не е обновено.
| Година    | 1913 | 1920 | 1928 | 1940 | 1951 | 1961 | 1971 | 1981 | 1991 | 2001 | 2011 | 2021 |
| --------- | ---- | ---- | ---- | ---- | ---- | ---- | ---- | ---- | ---- | ---- | ---- | ---- |
| Население | 470  | 359  | 43   | 69   |      |      |      |      |      |      |      |      |